# سيرة عين
سيرة عين هي رواية للكاتب إبراهيم نصر الله، وهي واحدة من روايات ملحمة ثلاثية الأجراس، تتكون هذه الثلاثية التي تأتي إمتداداً للملهاة الفلسطينية من ثلاثة أعمال روائية، ظلال المفاتيح، سيرة عين، ودبابة تحت شجرة عيد الميلاد. صدرت الثلاثية لأول مرة عام 2019 عن الدار العربية للعلوم ناشرون. الروايات الثلاث ممكن قراءتها كعمل واحد يحكي حكاية فلسطين بداية القرن العشرين أو ممكن قراءة أي واحدة منها باعتبارها عمل مستقل.

## زمان ومكان الرواية
فترة الاستعمار الإنجليزيّ في فلسطين من نهاية القرن التّاسع عشر حتّى الأربعين من القرن العشرين.

## عن الرواية
تتحدث رواية سيرة عين عن سيرة المصورة الفلسطينية كريمة عبود، أول فتاة عربية تعمل مصورة في خلال فترة الانتداب البريطاني على فلسطين، واستحقت بذلك أن تنال لقب رائدة التصوير في فلسطين والعالم العربي، حيث كان التصوير حكراً على الرجال، فتوضح الرواية كيف تعرضت المصورة للكثير من التحديات والمعوقات خلال مسيرة عملها، ولكنها بتصميمها على هدفها وبدعم مستمر من والدها استطاعت تحقيق هدفها، بالإضافة إلى سرد حكاية عائلتها التي تأثرت بالاستعمار البريطاني ومن ثمَّ الصهيوني الذي تعرضت لهما فلسطين في تلك الفترة التي عاشت فيها كريمة عبود. كما تؤرّخ وتوثّق أحداثا تاريخيّة وشخصيات وطنيّة وأسماء مصوّرين فلسطينيين وأجانب، وتؤرّخ أيضا لأمكنة كبيت لحم والقدس وحيفا وغيرها.

## اقتباسات
- لا لن أبالغ، رغم أنني بت أعتقد أن الصورة أقوى من الاسم، صورنا أقوى من أسمائنا۔ أجمل اسم قد لا يساعدك على استحضار ملامح شخص، بصورة كاملة، لكن صورة واحدة كافية لأن تجعلك ترى عشرين وجها، خمسين وجها، ومن يعرف، ربما ستجعل الناس يرون في المستقبل ألف وجه. أحيانا أحسست أن الاسم يذبل ما إن تفارق الروح الجسد، ويتحول إلى حروف حزينة، ملتفة على نفسها، متلاشية من ذاكرة كثير من الناس، لكن الصورة غير ذلك تماما، إنها تزداد قوة كلما رأيناها، كلما مر الزمن وأصبحت أقدم.

- في الطريق إلى القدس كانت الأسئلة تطرق رأسها كالموج، ما الذي يحدث للتناغم حين يسرق الموت شخصا عزيزا من الصورة؟ هل تظل الصورة صورة بعد رحيله، هل تظل صورة من معه؟ أم تصبح صورته وحده؟ ثم أين هو ذلك الذي صورها؟ أين هي، تلك التي صورتها؟ أين أصبحا بعد أن انتهيا من إنجاز ما عليهما؟!